# Catalanitat de La Celestina
La catalanitat de La Celestina és una tesi que defensa l'investigador i filòleg Jordi Bilbeny segons la qual La Celestina, obra pretesament pertanyent a les lletres castellanes, fou escrita originalment per un autor valencià desconegut i en llengua catalana, i que l'obra que avui es coneix seria la traducció al castellà feta per la censura de l'època que feu desaparèixer l'original català. S'oposa així a la teoria acceptada per la historiografia actual que atribueix al batxiller Fernando de Rojas la quasi totalitat de l'autoria, i segueix la línia de les seves tesis de la catalanitat del Quixot i del Lazarillo de Tormes, de Santa Teresa i Leonardo da Vinci, de Bosch i de Rafael i de Dürer, de Cortés i de Pizarro, de Cabot i de Magallanes i de Marco Polo i de Vespucci, entre d'altres. La tesi es fonamenta tant en anteriors estudis acadèmics com en estudis d'altres investigadors, no necessàriament historiadors, d'altres disciplines acadèmiques.

## Investigadors i antecedents de la tesi

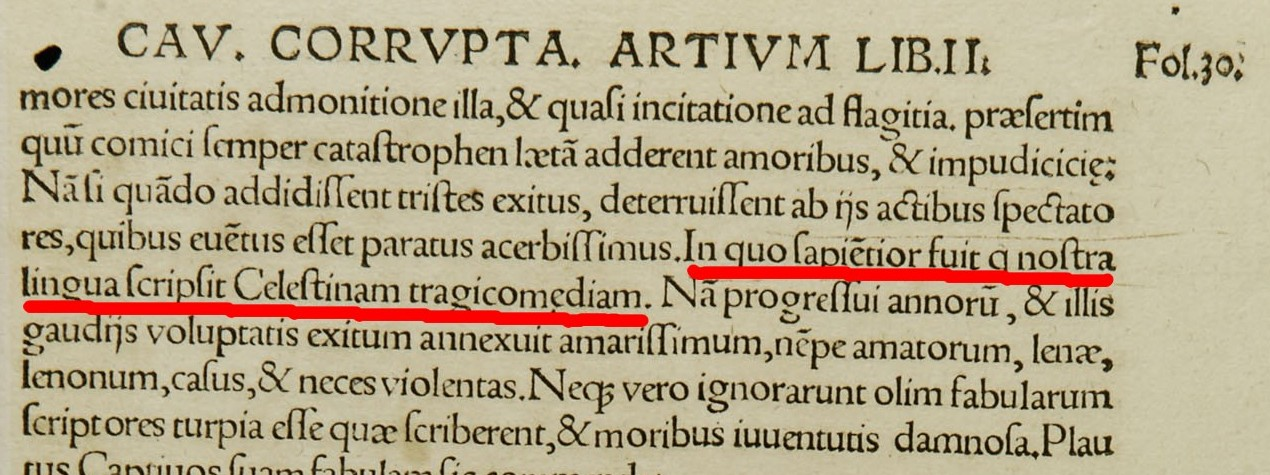
Fragment d'en Joan Lluís Vives, en què es diu que l'obra va ser escrita "in nostra lingua" ("en la nostra llengua").

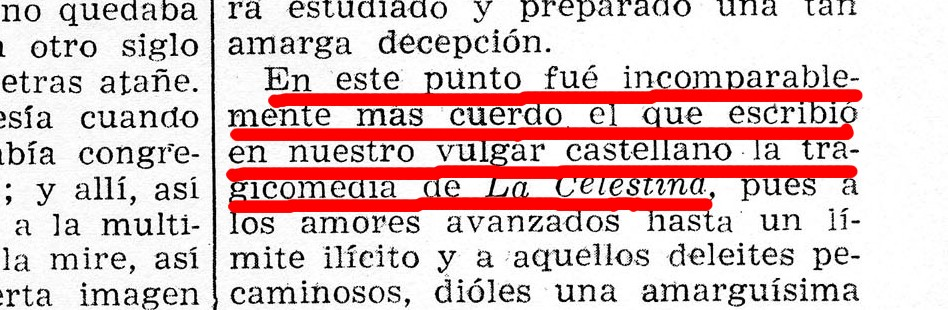
Versió del text de Vives en què s'ha traduït "nostra lingua" per "en nuestro vulgar castellano".

Tot i que el principal difusor de la tesi és en Bilbeny, ni l'autoria ni el desenvolupament li són totalment propis. No existeix obra bibliogràfica pròpia d'en Bilbeny en què desenvolupi aquesta tesi, exposada en conferències esporàdiques. Altres autors què han defensat aquesta tesi són: 
- José Guillermo García Valdecasas, Doctor en Dret per la Universitat de Bolonya i actual rector d'aquesta, és qui, al llibre La ocultación de la Celestina (2000),[3] defensà per primer cop que tant l'autoria de l'obra com l'escenari de l'acció s'han de buscar a la Corona d'Aragó, i més precisament a València,[4] del segle xv. Seguint les traces d'aquells elements relacionats amb la vida jurídica, les institucions i les lleis, arribava a la conclusió que els fets narrats a l'obra ocorren a València i que els tres "cimenterios" (de jueus, cristians i moros) on anava a robar la Celestina no podien existir ni a Salamanca, ni a Toledo, ni a Sevilla, ja que Castella havia proscrit l'estada de musulmans en els seus dominis, mentre que, per exemple, a València era normal trobar-n'hi durant tot el segle xv.[4][3] Mentre que García Valdecasas dubta entre València i Saragossa com a la ubicació original de la novel·la, en Bilbeny es decanta per València.
- Alejandro Sendra, que no pertany al món acadèmic, afirma que la llengua original del text era el català: va fer un recull exhaustiu de mots del text de l'obra que considera "catalanismes". El fet que originalment hagués estat escrita en català explicaria un gran nombre de presumptes catalanades i catalanismes que hi apareixen i "errors de traducció". Ell mateix, resseguint la referència de l'eclipsi de sol que s'esmenta a l'obra, apunta que la localització de l'obra hauria de ser a la ciutat de València.
- L'editor Josep Maria Orteu, qui diu que Shakespeare també era catalá, al pròleg del llibre La vida de Llàtzer de Tormos (2007),[5] ha assenyalat dues còpies d'un llibre[6] d'en Joan Lluís Vives (edicions de 1531 i 1785), on Vives diu explícitament que l'autor de La Celestina la va escriure en la "nostra llengua": "In quo sapientior fuit qui nostra lingua scripsit Celestinam tragicomaediam" (vegeu thumbs). La llengua d'en Vives (la família del qual fou perseguida per la Inquisició) seria, segons l'Orteu, únicament el català, i quan no va poder escriure en aquesta llengua, abans de fer-ho en la castellana optaria per escriure en llatí, també segons l'Orteu. A l'edició en castellà de 1948 d'aquestes mateixes obres[7] de Joan Lluís Vives, es traduí "nostra lingua" per "vulgar castellano".

## Arguments de García-Valdecasas per a ser escrita a la corona d'Aragó
- El parlar de la Celestina, amb molts sufix amb -ico, i altres trets, són de la corona d'Aragó (283).
- L'esment de Sant Jordi (Celestina, acte IV) no és típic de Castella, sinó de la corona d'Aragó (284).
- L'esment del "vi de Monviedro" (Sagunt) exclou a Castella, on el tràfec de vins estava prohibit per la llei (285).
- El fet que la Celestina i la Claudina visitessin cementiris cristians, moros i jueus també porta cap a la corona d'Aragó, on hi havia molts musulmans (281).
- La Celestina diu "no vull posar taxa, ja que el rei no la posa" (IX, 211). No hi havia rei a Castella, que tenia reina, de rei n'hi havia a la corona d'Aragó (287).
- La Celestina, quan va cap a la seva primera entrevista amb Melibea, esmenta als "rogadores" (els que intercedeixen pel reu), que és una institució de la corona d'Aragó (287).
- El càstig per bruixeria (imposat a la Claudina) porta cap a la inquisició papal, vigent a la corona d'Aragó i no a Castella, que era molt més benigna que la dels Reis Catòlics, fundada el 1480 (276).
- La ràpida execució dels criats ens porta a la corona d'Aragó, on era possible si el delicte era flagrant (290). El Dret castellà hauria tingut en compte la curta edat de Pármeno (292).
- A la pregunta de Calisto "Qué justicia lo hizo?" (XII, 267) trobem justícia com a sinònim de "juez", de passar a Castella hauria emprat "juez" que és el terme comú castellà (292).
- Baltasar Gracián, en la seva obra "Agudeza y arte de ingenio" diu: “El encubierto aragonés en su ingeniosísima Tragicomedia de Calisto y Melibea..." Gracián diu clarament que era aragonés i que s'amagava (299).

## Altres argumentacions de la tesi

### Context polític i social
Al començament del segle XV va haver-hi un canvi de dinastia als Països Catalans. De tenir uns reis respectuosos amb les lleis i la manera de fer dels catalans van passar als Trastàmara, gens respectuosos, absolutistes i no pactistes. El primer d'ells, Ferran I d'Aragó, i la seva família robava a les botigues, va fugir de sobte una nit de Barcelona i va ser trobat mort l'endemà a Igualada. El seu fill Alfons el Magnànim no va ni voler viure a Barcelona, va deixar la seva dona de virreina i es va establir a Nàpols. Li va succeir el seu germà Joan II, a qui la Generalitat va declarar la guerra. Posteriorment, Ferran el Catòlic va patir un atemptat en què li van clavar un ganivet al coll i va passar dies entre la vida i la mort. Va sobreviure i llavors va portar a la Corona d'Aragó la Inquisició castellana, una eina de repressió que controlava qualsevol cosa que no li agradés, fins i tot allò català. Per exemple Ferran el Catòlic va treure tots els monjos de Montserrat i hi va portar els de Valladolid, que s'hi van quedar fins a la revolta dels segadors. La Inquisició va seguir fent aquesta feina al llarg dels segles XV i XVI, com quan ja a l'època de Felip II va posar tots els diputats de la Generalitat a la presó.
Al segle xvi, a Castella, la gent del poble no sap llegir ni escriure, no hi ha burgesia i els senyors feudals, a causa de l'honra, tenen prohibit treballar. Als Països Catalans tothom parla català al carrer, a la Universitat i a les Corts. La correspondència s'escriu en català, els notaris i els llibres de justícia també es fan sempre en català i les lleis són en català. En canvi, la literatura impresa d'aquesta època que es conserva actualment és en castellà. L'excepció és el Tirant lo Blanc, editat a Barcelona en català i signat per Joanot Martorell, que onze anys més tard es va editar a València en castellà i com a anònim. L'original en català es va perdre i no va ser trobat fins al segle xix. També es van traduir i plagiar llibres pràctics o de no ficció, traient el nom de l'autor o castellanitzant-lo, com és el cas del Llibre del Coch, que passa de ser de Robert a Ruperto de Nola. Si s'hagués perdut l'original català, actualment hom pensaria que l'original és anònim i en castellà.

### Discrepàncies sobre l'edició prínceps[calcitació]
Una part dels estudiosos (com Menéndez Pidal, Julio Cejador, el mateix García Valdecasas o Víctor de Lama) coincideixen que hi va haver una edició, avui dia desapareguda, anterior a l'edició castellana de Burgos de 1499, l'autor de la qual no era Fernando de Rojas. A aquesta acceptada primera edició de 1499 (que apareix com a anònima) hi diu literalment "nuevamente revista y enmendada con la adición de los argumentos de cada un auto en principio". Per a altres, però, l'edició prínceps és la de Toledo del 1500, perquè hi apareix com a autor el batxiller Fernando de Rojas en l'acròstic als versos inicials: "el bachjller fernando de royas acabo la comedia de calysto y melybea y fve nascjdo en la puebla de montalvan", argumentant que la data de 1499 és errònia.
En contra de la teoria que l'edició prínceps és la de Toledo de 1500, hi ha els següents arguments:
- Els versos acròstics no poden provar per si sols que l'edició de Toledo del 1500 és l'edició prínceps.
- Si l'edició de Burgos 1499 és posterior a la de Toledo de 1500, hauria de contenir (segons suggereix la coberta), alguna cosa afegida a la versió de Rojas, i és just al contrari, ja que té molt menys contingut.
- La frase "Fernando de royas acabó la comedia", pot ser probatòria per si sola que ell no n'era l'autor original, sinó que hi havia un treball previ que Rojas va enllestir.

La conclusió d'en Bilbeny és que ha d'existir una edició prínceps o bé anterior al 1499 o bé anterior al 1500, que seria l'original catalana perduda.

## Documents que recolzarien la tesi

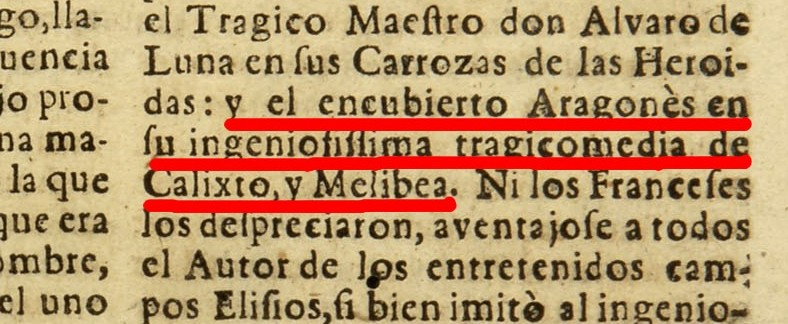
Passatge de l'Agudeza y arte de ingenio en què s'indica que l'autor de la Celestina era "aragonés".

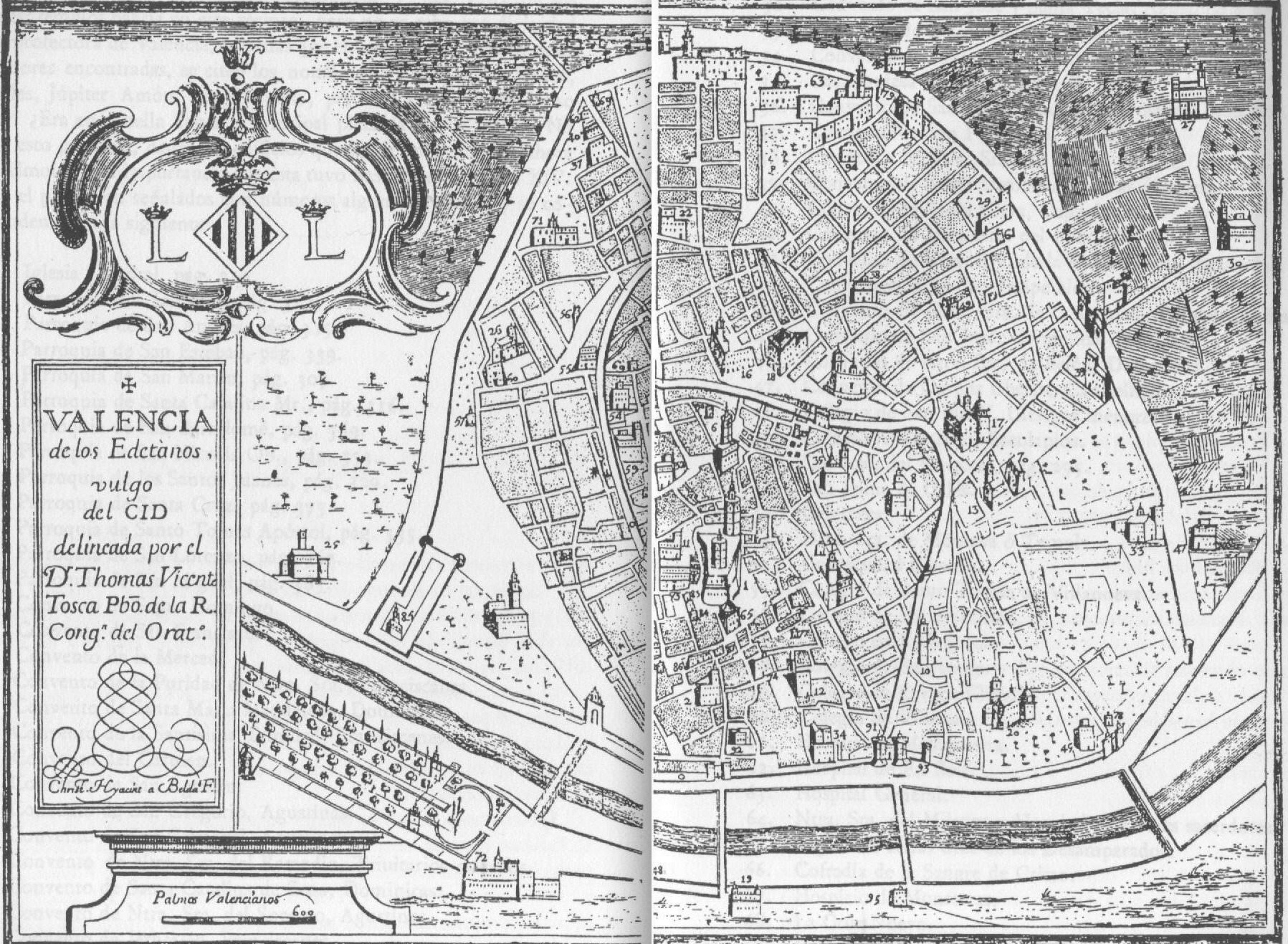
Mapa antic de València, a partir del qual Bilbeny identifica els escenaris de l'obra.

García Valdecasas presentà dos documents dels segles xvii i xviii en què es diu que l'autor era "aragonès" i que per algun motiu era "encobert". Als llibres La agudeza y Arte de Ingenio de Baltasar Gracián (de 1669 i 1757) hi diu textualment "y el encubierto Aragonès en su ingeniosíssima tragicomedia de Calixto y Melibea". Per en Bilbeny, el terme "aragonès" denomina un membre de la Corona d'Aragó, ja que afirma que hi havia una tradició d'anomenar-ne així els súbdits.
També afirma en Bilbeny que en un plànol de la ciutat de València del segle xvii s'hi poden identificar referències topogràfiques de la ciutat (el riu, les blanqueries, l'església de la Magdalena [nº18], la parròquia de Sant Miquel [nº13]...) esmentades a la novel·la, allà on es desenvolupa l'acció: "...una gran ciutat, al costat d'un riu, que té drassanes, i unes naus que es poden veure fàcilment des de la torre de la casa de Melibea". L'obra diu textualment: Subamos, señor, al açotea alta, porque desde allí goze de la deleytosa vista de los navíos. Una escena que no concorda en absolut ni amb Salamanca, ni amb Toledo ni amb Sevilla, segons asseguren alguns entesos. Algun erudit, però, diu que la versió prínceps va ser feta en prosa i situada a una ciutat imaginària, una mena de barreja de Salamanca i Toledo, i en la versió posterior, Rojas, en situar-la a Sevilla, hi afegí l'esment incoherent als "navíos".
Per acabar, una edició anglesa de La Celestina del xviii esmentaria València com la ciutat on viuen els protagonistes, segons en Bilbeny.

## Oposició
Una part del món universitari ha pronunciat crítiques a les tesis de Bilbeny en general. N'hi ha una crítica del doctor José Antonio Bernaldo de Quirós Mateo sobre l'obra La ocultación de la Celestina de García Valdecasas.